# Julius Kisker
Julius Kisker (* 6. Mai 1818 in Halle (Westf.); † 8. Mai 1882 in Bielefeld) war Kaufmann und Mitglied des Deutschen Reichstags.

## Leben
Kisker besuchte die Erziehungsanstalt in Schnepfenthal und war als Kaufmann mit der Firma Ant. Dan. Kisker in Halle in Westfalen tätig.
Von 1874 bis 1877 war er Mitglied des Deutschen Reichstags für den Wahlkreis Regierungsbezirk Minden 3 (Minden, Bielefeld, Wiedenbrück), er gehörte zur Fraktion der Deutschen Fortschrittspartei.